# Piteglio
Piteglio es una localidad italiana de la provincia de Pistoia, región de Toscana, con 1835 habitantes.

## Evolución demográfica
| Gráfica de evolución demográfica de Piteglio entre 1861 y 2001 |
|                                                                |
| Fuente ISTAT - Elaboración gráfica por parte de Wikipedia      |